# Zazí
Zazí is een Nederlands pop-folktrio en theatergezelschap.
Zazí bestaat uit:
- Sabien Bosselaar: zang, accordeon en piano
- Dafne Holtland: zang, piano en ukelele
- Margriet Planting: zang, cello en mandoline

Zazí speelde in december 2013 in het voorprogramma van Charles Aznavour in de Heineken Music Hall. In het theater speelde Zazí in het seizoen 2012-2013 de show Zazí speelt en in 2014 Eindelijk licht, samen met Hans Dorrestijn. In 2015 speelden ze de theatertournee Sirene.
Hun single Turn Me On, afkomstig van het debuutalbum Siren Song uit 2013, bereikte de 43e plek in de Single Top 100. Een jaar later verscheen het album Zazí zingt Dorrestijn.